# Horn (Engeland)
Horn is een civil parish in het bestuurlijke gebied Rutland, in het Engelse graafschap Rutland.